# Gornja Lomnica (Serbia)
Gornja Lomnica (cyr. Горња Ломница) – wieś w Serbii, w okręgu jablanickim, w gminie Vlasotince. W 2011 roku liczyła 46 mieszkańców.